# دنخیمنو
دنخیمنو دهستانی در استان آبیلای اسپانیا است.
در این دهستان ۱۳۷ نفر زندگی می‌کنند. مساحت این دهستان ۱۴٫۹۸ کیلومتر مربع است.